# Den grønne skraldespand
Den grønne skraldespand er en dansk dokumentarfilm fra 1987 med instruktion og manuskript af Lars Brydesen.

## Handling
Dokumentarfilm om det farlige kredsløb vi alle bidrager til med vort husaffald.